# 베일리교

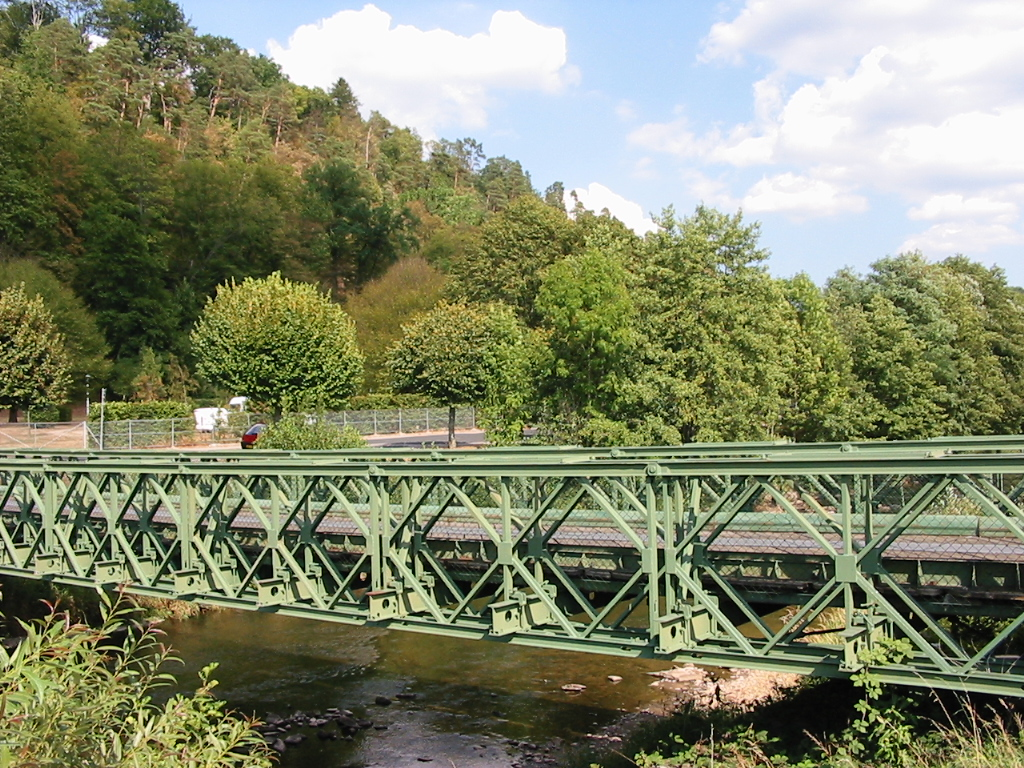

베일리교(Bailey Bridge)는 조립식 트러스 다리의 일종이다.

## 역사
영국의 토목공학자 도날드 베일리(Donald Bailey)가 군사용으로 설계하였다.

## 같이 보기
- 부교